# Gabi Hauser
Gabi Hauser (* 19. Februar 1958 in Zell am Ziller) ist eine ehemalige österreichische Skirennläuferin. Sie gewann in der Saison 1975/76 die Gesamt- und Abfahrtswertung im Europacup. Ihre Geschwister Thomas und Brigitte waren, ebenso wie ihre Tochter, ebenfalls Skirennläufer.

## Karriere
Hauser begann ebenso wie ihre Geschwister schon früh mit dem Skisport. Bereits im Alter von 15 Jahren erreichte sie ihren ersten Europacup-Sieg im Riesenslalom des Staufenpokals in Oberstaufen sowie den zweiten Platz im Slalom von Obertauern. Zwei Jahre später belegte sie im Riesenslalom von Pfronten erneut einen zweiten Platz. Ihre größten Erfolge feierte die Tirolerin in der Saison 1975/76: Mit zwei Siegen in den Abfahrten von Szczyrk und Saalbach-Hinterglemm sowie dem dritten Platz in der zweiten Abfahrt von Saalbach gewann sie mit fast der doppelten Punkteanzahl der Zweitplatzierten Elfi Deufl die Abfahrtswertung und konnte damit auch die Europacup-Gesamtwertung für sich entscheiden.
Ab der Saison 1976/77 startete Hauser auch im Weltcup. In den folgenden Jahren gelangen ihr mehrere Platzierungen unter den besten 15, in die Punkteränge, also unter die besten zehn, kam sie jedoch nie. 1978 wurde Hauser Österreichische Vizemeisterin im Riesenslalom. Mehrere Verletzungen bewogen sie letztendlich dazu, ihre Karriere schon relativ früh zu beenden.
Ihre 1985 geborene Tochter Franziska Ploberger war ebenfalls Skirennläuferin. Sie wurde 2004 Österreichische Juniorenmeisterin im Slalom und gewann drei FIS-Rennen.

## Sportliche Erfolge

### Europacup
- Saison 1975/76: 1. Gesamtwertung, 1. Abfahrtswertung
- Saison 1976/77: 6. Abfahrtswertung
- Drei Siege (Riesenslalom in Oberstaufen 1974, Abfahrten in Szczyrk und Saalbach-Hinterglemm 1976) und weitere drei Podestplätze